# Three-peat
Si parla di three-peat, negli sport americani, quando si ottiene per tre volte consecutive il massimo risultato. L'espressione nasce dall'unione delle due parole inglesi three (tre) e repeat (ripetizione).
Data l'alta competitività interna delle leghe sportive americane, completare questa impresa è considerato un risultato eccezionale e diventa motivo di orgoglio e prestigio per la squadra.

## NBA
Nella pallacanestro finora quattro squadre sono riuscite a vincere per almeno tre volte consecutive il titolo NBA:
- Minneapolis Lakers negli anni 1952, 1953, 1954
- Boston Celtics vinsero ininterrottamente per 8 stagioni dal 1959 al 1966
- Chicago Bulls per due volte - 1991, 1992, 1993 e 1996, 1997, 1998
- Los Angeles Lakers negli anni 2000, 2001, 2002

## MLB
Nel Baseball, soltanto due squadre hanno vinto per almeno tre volte consecutive le World Series della MLB:
- New York Yankees, la squadra più titolata, hanno vinto per quattro volte consecutive dal 1936 al 1939, per cinque volte dal 1949 al 1953, e per tre volte dal 1998 al 2000
- Oakland Athletics negli anni 1972, 1973, 1974

## NHL
Nell'Hockey su ghiaccio solo tre squadre hanno vinto la Stanley Cup della NHL per almeno tre volte consecutive:
- Toronto Maple Leafs per due volte - negli anni 1947, 1948, 1949 e 1962, 1963, 1964.
- Montreal Canadiens hanno vinto per 5 anni consecutivi dal 1956 al 1960 e per 4 anni consecutivi dal 1976 al 1979.
- New York Islanders hanno vinto per 4 anni consecutivi dal 1980 al 1983.

## NFL
Nel football americano finora nessuna squadra è mai riuscita a vincere per tre volte consecutive il Superbowl.

## Sport individuali
L'espressione è usata anche negli sport individuali, in cui è altrettanto difficile ottenere un Three-peat.
Ci è riuscita il 21 marzo 2015 la fuoriclasse americana Mikaela Shiffrin la quale, vincendo lo Slalom delle Finali di Coppa del Mondo di Sci di Méribel in Francia, si è aggiudicata la terza consecutiva coppa di Slalom, a soli 20 anni appena compiuti il 13 marzo. Three-peat è proprio il termine usato nel proprio sito dalla FIS - Federazione Internazionale Sci, per celebrare la campionessa.